# Исламский полк особого назначения
Исламский полк особого назначения (ИПОН) — радикальная суннитская террористическая организация (ранее — одно из подразделений ВС ЧРИ), действовавшая на территории Чеченской Республики. Полк был сформирован Арби Бараевым в 1996 году в целях создания независимого чеченского государства с шариатской правовой системой.

## Деятельность
В 1998 году численность ИПОН составляла 1000 человек. Боевики ИПОН принимали активное участие не только в действиях против федеральных сил, но и в захватах заложников на территории Чечни и сопредельных регионов с целью получения выкупа. Летом 1998 года под командованием Бараева ИПОН принял участие в ваххабитском мятеже в Гудермесе, в ходе которого было убито от 50 до 80 человек, за что по указу президента ЧРИ Аслана Масхадова он был расформирован, а Арби Бараев — лишён воинского звания (см. Межвоенный кризис в Ичкерии). Однако личный состав не был разоружён, и фактически вооружённая группировка продолжала функционировать.
По некоторым данным, именно бойцы ИПОНа 3 октября 1998 года в Грозном похитили четырёх сотрудников британской фирмы «Грейнджер телеком» (в декабре они были жестоко убиты и обезглавлены).
С началом Второй чеченской войны одно из бывших подразделений ИПОН под командованием Мовлади Байсарова перешло на сторону федеральных сил.
Боевики из состава ИПОН впоследствии осуществляли диверсионно-террористические акции на территории Грозного, который был определён командованием ЧРИ в качестве зоны ответственности ИПОН.
В 2003 году по требованию России и при поддержке Великобритании, Испании, Китая и Франции ИПОН был признан террористической организацией Госдепартаментом США и ООН.

## Амиры
- Арби Бараев (1996—2001)[18]
- Ислам Чалаев («амир Баграм») (2001 — апрель 2002)[1]
- Мурад Юсупхаджиев («амир Абу-Сайяф») (2002 — октябрь 2002)[19]
- Мовсар Бараев (октябрь 2002)[2]
- Хамзат Тазабаев («амир Абду-Сабур») (октябрь 2002 — 2004)[4]
- Саид-Эмин Элиханов (2004) — по его заявлению, ИПОН насчитывал 100 активных боевиков, которые получали поддержку от 150 «легализовавшихся» сторонников[5][6]
- Алихан Машугов («амир Сейф-Ислам») (май 2004 — 23 декабря 2004)[7]
- Аслан Шахбиев («амир Асадула») (2005)[20]
- Руслан Насипов («амир Ясин») (2005)[источник не указан 48 дней]
- Юнади Турчаев (2005)[8]
- Амир Рашид (2006—2007)[21]

## Операции
- 11 мая 2000 — боевики ИПОН напали на колонну внутренних войск возле села Галашки.
- 25—26 июня 2001 — боевики ИПОН напали на военный аэродром «Ханкала».
- 23—26 октября 2002 — боевики ИПОН организовали террористический акт на Дубровке.
- 21—22 августа 2004 — боевики ИПОН принимали участие в нападении отрядов Доку Умарова на Грозный[8].
- 10 июля 2006 — боевики ИПОН совершили нападение на штаб РУБОП в Грозном[22].